# Ettore Mazzoleni
Ettore Mazzoleni (* 18. Juni 1905 in Brusio; † 1. Juni 1968 in Oak Ridges) war ein kanadischer Dirigent und Musikpädagoge Schweizer Herkunft.
Mazzoleni studierte zunächst Mathematik, später Komposition an der Oxford University und Klavier am Royal College of Music. 1929 ging er nach Toronto und unterrichtete am Upper Canadian College bis 1945 Musik und Englisch. Bereits in seinem Ankunftjahr wirkte er bei der Vorbereitung einer Aufführung von Ralph Vaughan Williams’ Oper Hugh the Drover am Toronto Conservatory of Music (TCM) mit. Ab 1932 unterrichtete er Musikgeschichte und Dirigieren am TCM, 1934 wurde er als Nachfolger von Donald Heins Dirigent des Sinfonieorchesters des TCM. Von 1942 bis 1948 war er außerdem Gastdirigent des Toronto Symphony Orchestra. Im Jahr 1949 erhielt er die kanadische Staatsbürgerschaft.
Von 1952 bis 1966 war Mazzoleni Direktor der Royal Cons Opera School an der University of Toronto. Als Direktor des Opera Festival of Toronto dirigierte er u. a. Die Fledermaus (1957 und 1964) und Hoffmanns Erzählungen (1958) von Jacques Offenbach, Der Barbier von Sevilla von Gioachino Rossini (1959) und Eine Nacht in Venedig von Johann Strauss. Er dirigierte die Uraufführungen von Healey Willans Opern Transit through Fire und Deirdre und kanadische Erstaufführungen von Werken Howard Hansons, Gustav Holsts, Ralph Vaughan Williams’ und George Butterworth’. Als Gastdirigent trat er u. a. mit dem CBC Symphony Orchestra, dem Halifax Symphony Orchestra, dem Hart House Orchestra, dem Montreal Symphony Orchestra, dem Pro Arte Orchestra, dem Quebec Symphony Orchestra, dem Toronto Philharmonic Orchestra, dem Vancouver Symphony Orchestra und dem Victoria Symphony Orchestra auf. Bei der CBC leitete er eine Konzertreihe mit den Cembalisten Greta Kraus und Arnold Walter und dirigierte im Rahmen der Sendereihe CBC Wednesday Night die nordamerikanische Erstaufführung von Arthur Benjamins A Tale of Two Cities. 
Zu den Schülern Mazzolenis am TCM zählten u. a. Louis Applebaum, Howard Cable, Victor Feldbrill, Robert Fleming, George Hurst, Franz Kraemer und Godfrey Ridout. In erster Ehe war er mit der Pianistin Winifred Mazzoleni, einer Schwester Ernest MacMillans, verheiratet, in zweiter Ehe mit der Sängerin Joanne Ivey. Mazzoleni kam 1968 bei einem Verkehrsunfall ums Leben.

## Quelle
- Ettore Mazzoleni. In: The Canadian Encyclopedia. (englisch, französisch).

| Personendaten    | Personendaten                          |
| ---------------- | -------------------------------------- |
| NAME             | Mazzoleni, Ettore                      |
| KURZBESCHREIBUNG | kanadischer Dirigent und Musikpädagoge |
| GEBURTSDATUM     | 18. Juni 1905                          |
| GEBURTSORT       | Brusio                                 |
| STERBEDATUM      | 1. Juni 1968                           |
| STERBEORT        | Oak Ridges                             |